# Дунаев, Арман Галиаскарович
Арман Галиаскарович Дунаев (род. 7 октября 1966, с. Кугалы, Гвардейский р-н, Талдыкурганская обл., Казахская ССР) — государственный деятель Республики Казахстан, председатель Агентства Республики Казахстан по регулированию и надзору финансового рынка и финансовых организаций, министр финансов с 2004 по 2006 годы, кандидат экономических наук.

## Биография
Родился 7 октября 1966 года в Талдыкурганской области. Окончив в 1988 году философско-экономический факультет Казахского государственного университета имени Кирова по специальности экономист, начал трудовую карьеру ассистентом ДГСМИ.
В 1991 году оканчивает аспирантуру МГУ защитив степень кандидата экономических наук.
С 1991 по 1992 — консультант НТО «Сервис-Центр»
С 1992 по 1993 — главный специалист, затем заведующий отделом внешних связей Южно-Казахстанской областной администрации.
С 1993 по 1998 — главный специалист, затем начальник ОВС, начальник отдела инвестиционных проектов, директор управления инвестиционных программ Казахской холдинговой компании «Астана-Холдинг»
С 1998 по 2000 — начальник управления инвестиционных и международных программ ЗАО «Банк ТуранАлем».
С февраля 2000 по май 2001 — сначала исполнял обязанности директора, затем директор департамента государственного заимствования Министренства финансов Республики Казахстан.
С мая 2001 по 4 сентября 2002 — вице-министр финансов Республики Казахстан.
4 сентября 2002 года назначен вице-министром экономики и бюджетного планирования.
С июня 2003 — председатель правления ЗАО «Национальный инвестиционный фонд»
С марта по апрель 2004 — первый вице-министр финансов.
5 апреля 2004 года Указом Президента Республики Казахстан назначен министром финансов Республики Казахстан.
С 19 января 2006 года по январь 2008 — пост председателя Агентства Республики Казахстан по надзору финансового рынка и финансовых организаций.
С января 2008 года по октябрь 2008 года – Председатель Правления АО «Фонд устойчивого развития «Казына».
С ноября 2008 года по май 2011 года – Заместитель Председателя Правления АО «ФНБ «Самрук-Казына».
С декабря 2011 года по февраль 2012 года – Советник Председателя Правления АО «ФНБ «Самрук-Казына».
С сентября 2013 года по настоящее время – Член Совета директоров, независимый директор АО «Народный банк Казахстана»
С июля 2017 года избран председателем Совета директоров, независимым директором АО «Казкоммерцбанк».

## Награды
- Орден Парасат (2010)
- Орден Курмет (2005)
- Юбилейная медаль «10 лет Конституции Республики Казахстан» (2005)
- Юбилейная медаль «10 лет Парламента Республики Казахстан» (2006)